# 羅德尼 (愛荷華州)
羅德尼（英語：Rodney）是一個位於美國愛荷華州莫諾納縣的城市。

## 地理
羅德尼的座標為42°12′17″N 95°57′05″W / 42.20472°N 95.95139°W，而該地的平均海拔高度為338米（即1109英尺）。

## 人口
根據2010年美國人口普查的數據，羅德尼的面積為0.41平方千米，當中陸地面積為0.41平方千米，而水域面積為0.00平方千米。當地共有人口60人，而人口密度為每平方千米146人。